# Bad Aussee
Bad Aussee este un oraș în districtul Liezen, Stiria, Austria.

## Personalități născute aici
- Anna Plochl (1804 - 1885), contesă.